# Fürstentum Chatschen

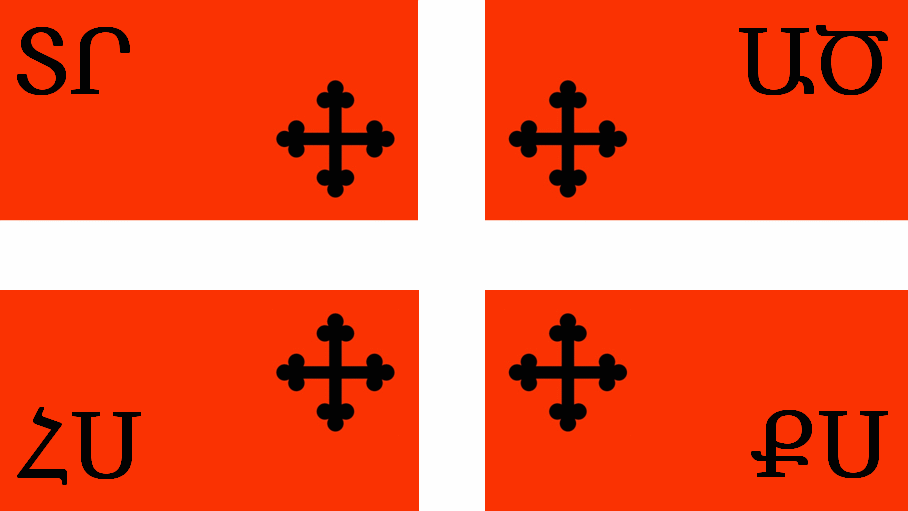
Königliche Standarte von Chatschen

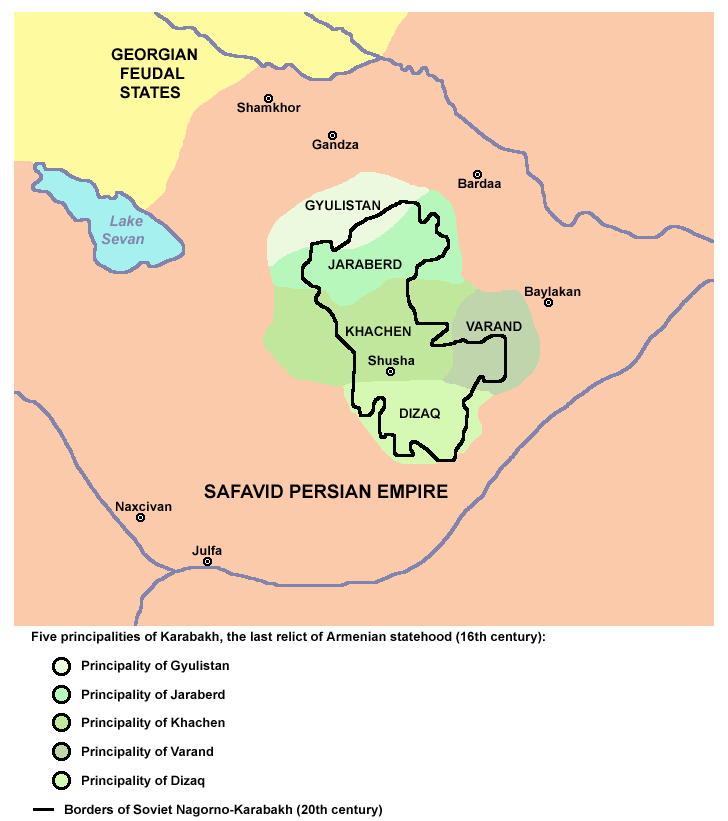
Fünf Fürstentümer von Karabach (Golestan, Dschraberd, Chatschen, Waranda und Disak), der letzte Rest armenischer Staatlichkeit im 16. Jahrhundert

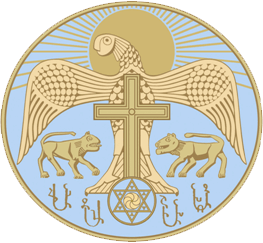
Königliches Wappen derer von Hassan-Dschalaljan

Das Fürstentum Chatschen (armenisch Խաչենի իշխանություն Chatscheni ischchanutjun, griechisch Χατζιένη oder Χατσέν) war ein mittelalterliches armenisches Fürstentum in Bergkarabach auf dem Gebiet der historischen armenischen Provinz Arzach (heutige Republik Arzach), das von 821 bis 1750 existierte. Vom 12. bis ins 15. Jahrhundert beherrschte das armenische Fürstentum Chatschen die heute als Bergkarabach bezeichnete Region.
Chatschen wurde 821 gegründet und zunächst von armenischen Fürsten aus dem Geschlecht von Siunia (Sjunik) regiert. Laut Abū Dulaf, einem arabischen Reisenden, war Chatschen ein armenisches Fürstentum unmittelbar südlich von Barda'a. Der oströmische Kaiser Konstantin VII. adressierte seine Briefe an den Fürsten von Chatschen mit „An den Fürsten von Chatschen, Armenien“ (griechisch εἰς τὸν ἄρχοντα τοῦ Χατζιένης, Ἀρμενία).
1116 wurde das Königreich Sjunik mit Chatschen durch Heirat vereint. 1170 wurde Großarmenien von den Seldschuken erobert, so dass Chatschen unter Hassan I. eines der letzten noch unabhängigen armenischen Fürstentümer blieb. In der ersten Hälfte des 13. Jahrhunderts kam Chatschen in die Abhängigkeit der armenischen Herrscher Zakarian, doch wurde es in den 1230er Jahren bereits von den Mongolen unterworfen.
Mit Hassan II. Dschalal-Daula (ca. 1214–1265), König von Arzach und Baghk (Sjunik), übernahm ein neuer Zweig des armenischen Geschlechts von Siunia, das Haus Hassan-Dschalaljan, den Fürstenthron von Chatschen. Das Fürstenhaus Hassan-Dschalaljan beherrschte ab 1214 große Teile des heutigen Bergkarabachs (Chatschen, Arzach). 1216 gründeten die Fürsten Hassan-Dschalaljan das Kloster Gandsassar, wo der Katholikos von Aghwank (Albania) seinen Sitz nahm, nachdem er Barda'a (Partav) im Zuge der Islamisierung hatte verlassen müssen.
In Folge der Einfälle und Verwüstungen durch Timur Ende des 14. Jahrhunderts brach die Macht des Fürstentums Chatschen zusammen. In der Folgezeit bildeten sich unter der Vorherrschaft der turkmenischen Qara Qoyunlu im Gebiet von Bergkarabach fünf armenische Fürstentümer heraus, unter denen Chatschen nur eines war. Diese armenischen Fürsten trugen nunmehr den Titel Melik (arabisch ملك „König“). Die fünf armenischen Fürstentümer von Karabach, auch Chams oder Chamsa (arabisch خمسة „fünf“) genannt, erhielten ihre Selbständigkeit bis zu den Kriegen zwischen dem Osmanischen Reich und Persien unter den Safawiden. 1603 errichteten die Perser unter Schah Abbas I. ein Protektorat über Chamsa. In den Jahren 1726 und 1727 leisteten Adel und Bauern in Chatschen und den anderen armenischen Fürstentümern gemeinsam Widerstand gegen einfallende osmanische Truppen. Der russische Fürst Dolgoruki berichtete mit Erstaunen, wie die geringen armenischen Streitkräfte einer Übermacht von 40.000 türkischen Soldaten standhielten. Ein Bündnis mit dem späteren persischen Herrscher Nadir Schah führte schließlich zum Sieg über die Türken und zu einer Autonomie der Machale Chamsse („vereinigtes Land der fünf Meliken“) unter persischer Oberherrschaft. Schließlich gelang es jedoch dem Khan Panah-Ali (1693–1761), die Chamsa zu unterwerfen, und 1750 wurden die fünf armenischen Fürstentümer in das Khanat Karabach eingegliedert.